# Otto Neudert
Otto Neudert (* 26. Juni 1906 in Zwittau; † 11. Oktober 1975 in Memmingen) war ein deutsch-böhmischer Maler, Radierer, Illustrator, Grafiker und Kunstlehrer.

## Leben
Otto Neudert studierte an der Deutschen Technischen Hochschule Prag und an der Schule für Graphische Künste der Prager Akademie (u. a. bei August Brömse). Ab 1928 war er als Kunstlehrer am Realgymnasium in Landskron tätig, von 1929 bis 1945 an der Staatsrealschule in Brünn. 1941 war er auf der Großen Deutschen Kunstausstellung in München mit der Radierung „Mährische Landschaft“ vertreten. Auch genießt er als Landschafts- und Portraitmaler regionale Bekanntheit und wurde in Memmingen und Ottobeuren in verschiedenen Kulturräumen (z. B. Museum für zeitgenössische Kunst – Diether Kunerth, Kreuzherrnsaal Memmingen) ausgestellt. Otto Neudert malte vorwiegend Aquarelle, Ölbilder und Radierungen. Beliebte Motive sind Landschaften im Allgäuer Raum sowie Norditalien (Ischia) und Blumenstillleben. Er stand im freundschaftlichen Austausch mit anderen Künstlern des 20. Jh. wie Leo Smigay, Josef Dobrowsky oder Dieter Kunerth.
Nach dem Zweiten Weltkrieg war er zunächst in Eichstätt, dann in Neumarkt und später in Memmingen (Bernhard-Strigel-Gymnasium) als Kunstlehrer tätig.